# بركة الغيل (مناخة)

تعديل مصدري - تعديل

بركة الغيل هي إحدى قرى عزلة مسار بمديرية مناخة التابعة لمحافظة صنعاء، بلغ تعداد سكانها 132 نسمة حسب تعداد اليمن لعام 2004.